# Pietro Faccini

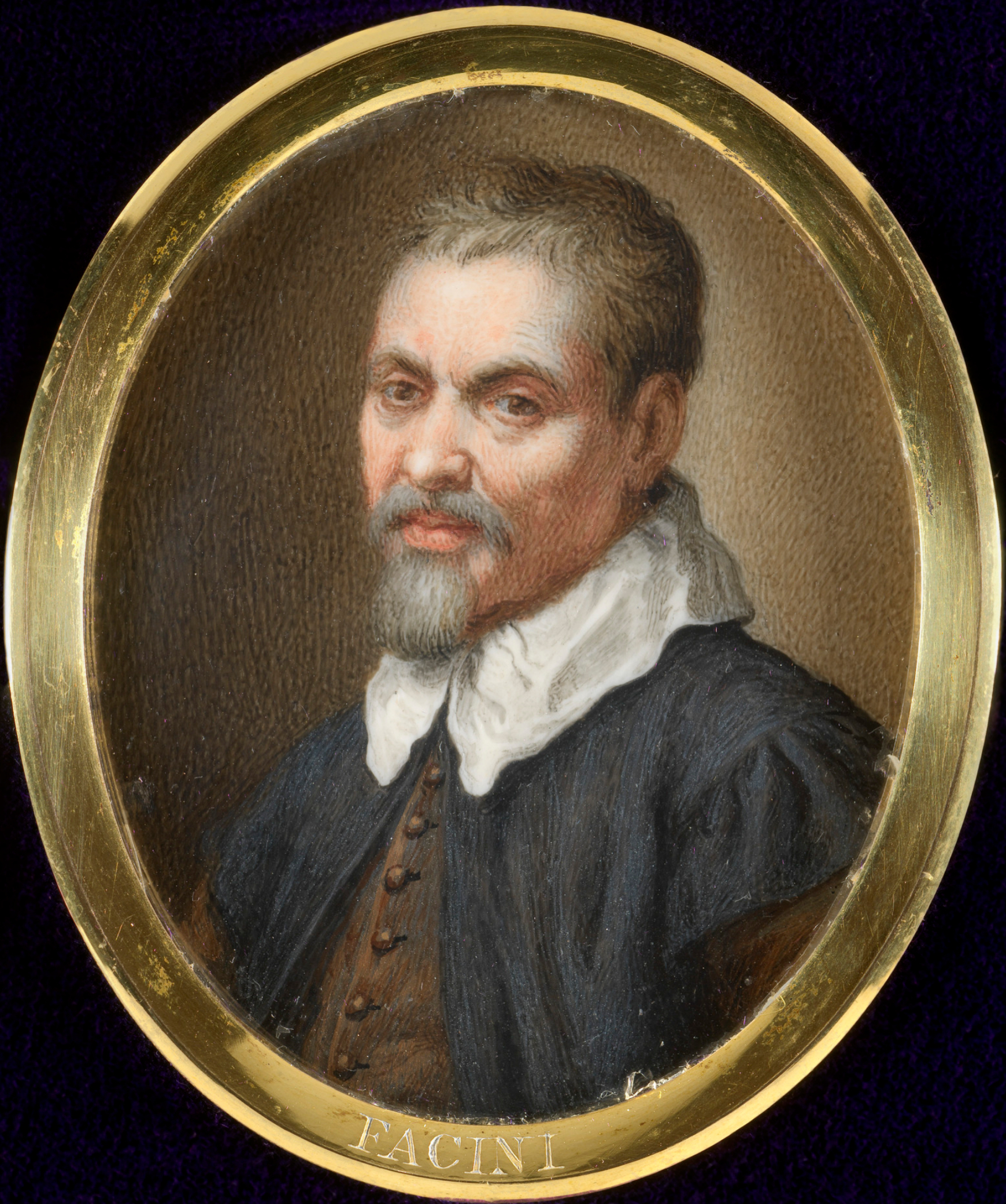
Pietro Faccini, porträtiert von Giuseppe Macpherson, Royal Collection

Pietro Faccini, auch Facini, (* 1562 in Bologna; † 1602 ebenda) war ein italienischer Maler, Zeichner und Kupferstecher.

## Leben und Wirken
Pietro Faccini begann seine künstlerische Ausbildung an der Akademie der Carracci. Nach einigen Auseinandersetzungen mit einem der Carraccis verließ er die Akademie und gründete eine Konkurrenzakademie, welche allerdings nicht lange bestand. 
Das frühste noch erhaltene Tafelbild Martyrium des hl. Laurentius in San Giovanni in Monte bei Bologna nach Oretti wird auf 1590 datiert. Es weist eine figurenreiche Komposition auf. In diesem wie auch in späteren Werken Faccinis findet die Korrektheit der Zeichnung nicht viel Beachtung, Faccini schafft dennoch eine „lebenswahre, sinnlich warme Wirkung“. 
In seiner späteren Schaffenszeit verschärft sich die Inkorrektheit in seinen Werken, jedoch sind die Werke aufgrund ihrer umfangreichen Farbpalette eindrucksam, so zum Beispiel das Selbstporträt in den Uffizien, die Nativitä im Magazin von S. Isaia (früher in S. Mattia) zu Bologna, die Assunta in den Servi und der hl. Antonius in San Domenico. 
Besondere Bedeutung wird seinen Zeichnungen zugemessen. Seine Zeichnungen, welche überwiegend Aktzeichnungen von etwas voluminösen männlichen Modellen umfassen, beeindrucken durch einen „prachtvoll tiefschwarzen Kohlestrich“ sowie eine „sprühende Lebenswärme, die aller Konvention der bolognesischen Schule entbehrt“. Ein Großteil dieser befindet sich in den Uffizien.
Zu den bekanntesten seiner Schüler gehören Annibale Castelli, Bernardino Sangiovanni und Giovanni Maria Tamburini. 
Als Kupferstecher wird er bereits 1666 von Masini erwähnt, jedoch gilt die Zuweisung des Kürzel P F A als umstritten.

## Werke (Auswahl)

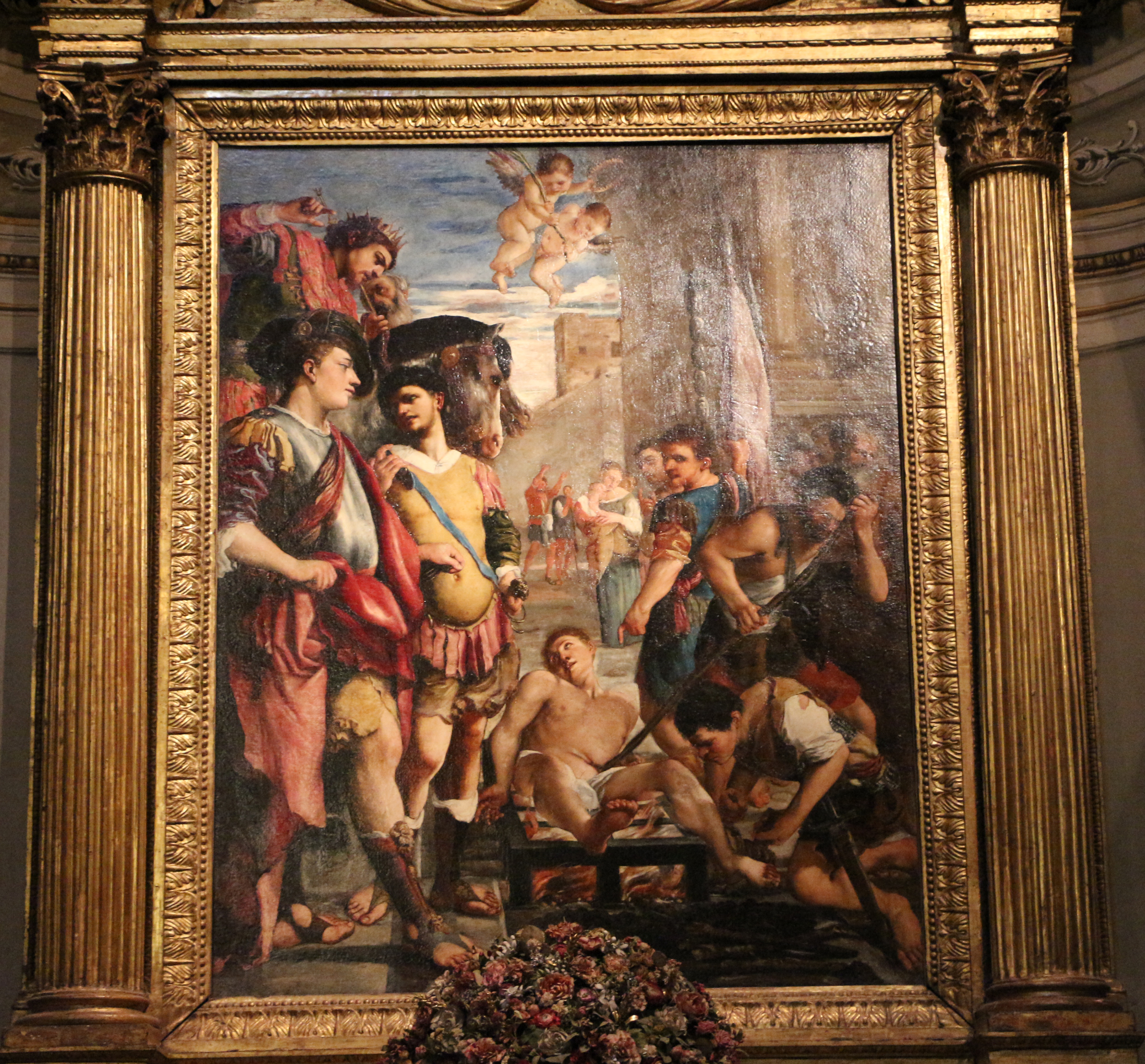
Martyrium des hl.Laurentius, um 1590, San Giovanni, Bologna
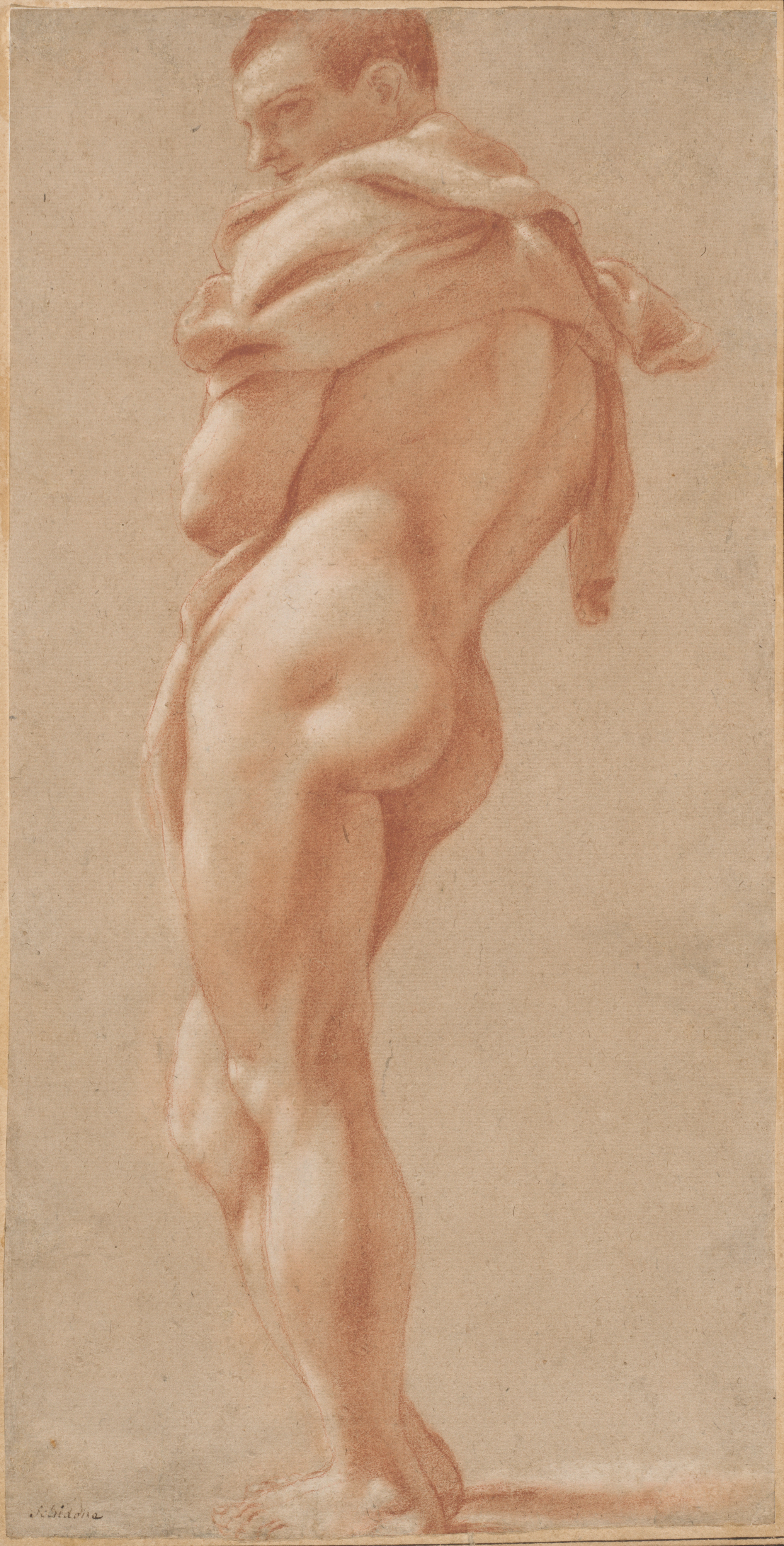
Männliche Aktzeichnung, um 1590, National Gallery of Art, London
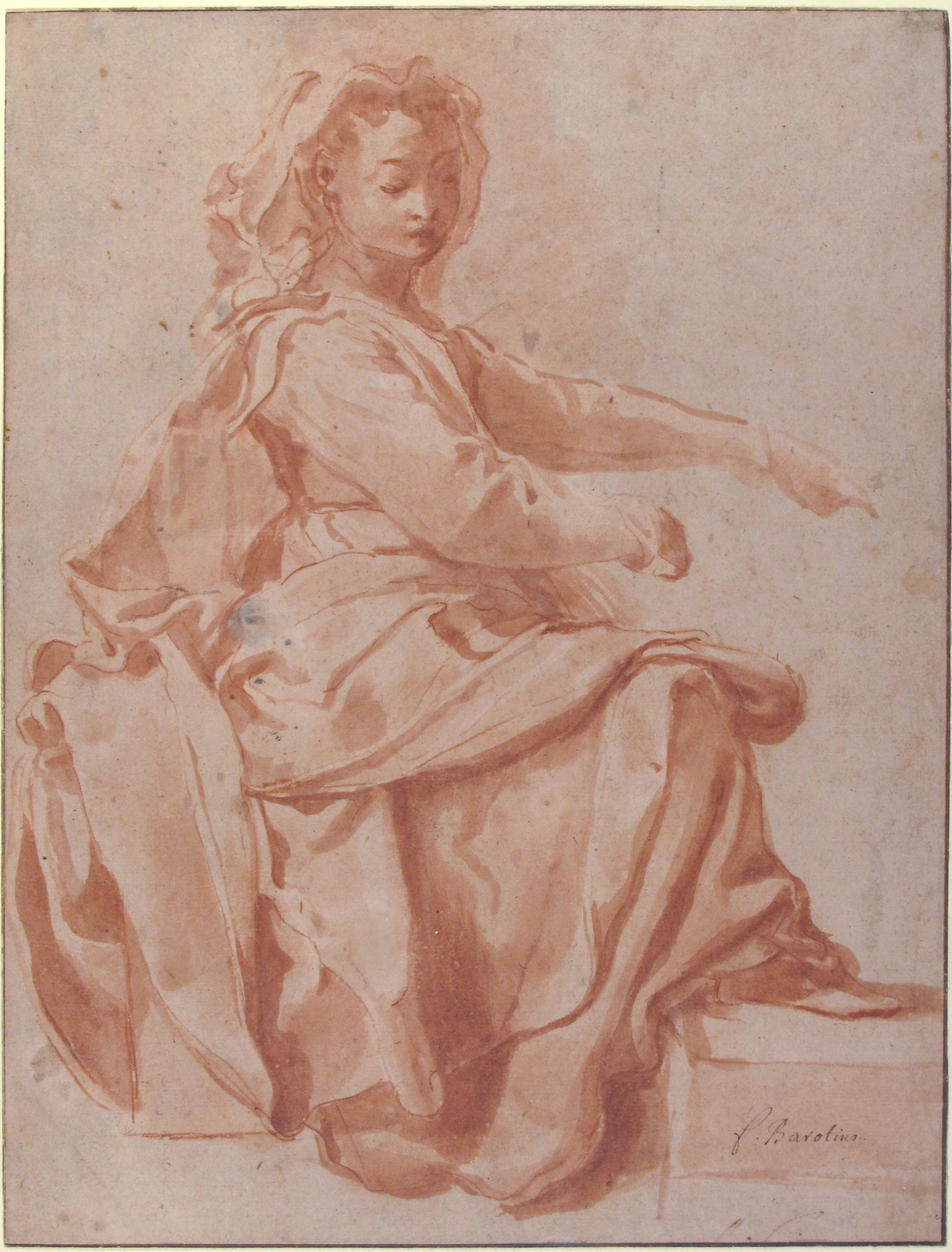
Sitzende Frau, Metropolitan Museum of Art, New York